# Tomaševci
 Tomaševci  falu Horvátországban Zágráb megyében. Közigazgatásilag Zsumberk községhez tartozik.

## Fekvése
Zágrábtól 43 km-re délnyugatra, községközpontjától Kostanjevactól 8 km-re északnyugatra a Zsumberki-hegység déli lejtőin fekszik.

## Története
1830-ban 15 házában 160 görögkatolikus lakos élt. 1857-ben 154-en lakták. 1910-ben 152 lakosa volt. Trianon előtt Zágráb vármegye Jaskai járásához tartozott. A falunak 2011-ben már csak 10 lakosa volt. Utcái nincsenek aszfaltozva és vízvezeték sincs. Lakói mezőgazdasággal, állattenyésztéssel, szőlőtermesztéssel foglalkoznak. A mrzlo poljei Szent Péter Pál plébániához tartoznak.

## Lakosság
| Lakosság változása | Lakosság változása | Lakosság változása | Lakosság változása | Lakosság változása | Lakosság változása | Lakosság változása | Lakosság változása | Lakosság változása | Lakosság változása | Lakosság változása | Lakosság változása | Lakosság változása | Lakosság változása | Lakosság változása | Lakosság változása |
| ------------------ | ------------------ | ------------------ | ------------------ | ------------------ | ------------------ | ------------------ | ------------------ | ------------------ | ------------------ | ------------------ | ------------------ | ------------------ | ------------------ | ------------------ | ------------------ |
| 1857               | 1869               | 1880               | 1890               | 1900               | 1910               | 1921               | 1931               | 1948               | 1953               | 1961               | 1971               | 1981               | 1991               | 2001               | 2011               |
| 154                | 171                | 189                | 221                | 182                | 152                | 146                | 185                | 192                | 186                | 154                | 117                | 67                 | 43                 | 15                 | 10                 |

## Külső hivatkozások
- Žumberak község hivatalos oldala
- A Zsumberki közösség honlapja